# Casamento entre pessoas do mesmo sexo no Canadá
Em 20 de julho de 2005, o Canadá tornou-se o quarto país no mundo e o primeiro nas Américas a legalizar o casamento entre pessoas do mesmo sexo com a aprovação do Ato de Casamento Civil (en Civil Marriage Act, fr Loi sur le mariage civil), o qual deu uma definição livre de gênero ao casamento no país. Decisões de cortes, a partir de 2003, já legalizavam o casamento entre pessoas do mesmo sexo em oito das dez províncias e em um dos três territórios, cujos residentes compreendem 90% da população do Canadá. Antes da aprovação do Ato, mais de 3.000 casais de mesmo sexo já haviam se casado nessas áreas. Muitos dos direitos legais comumente associados ao casamento vinham sendo estendidos a casais de mesmo sexo desde 1999.
O Ato de Casamento Civil foi introduzido pelo Primeiro Ministro liberal Paul Martin no Parlamento em 1 de fevereiro de 2005 como projeto de lei ([en]Bill) C-38, o qual foi aprovado em 28 de junho de 2005, aprovado em 19 de julho de 2005 pelo Senado, tendo recebido Consentimento Real no dia seguinte. Em 7 de  2006 o parlamento derrotou a moção do governo conservador de Stephen Harper que questionava os termos do Ato aprovado no ano anterior.

## Casamento entre pessoas do mesmo sexo no Canadá por província
O casamento entre pessoas do mesmo no país foi legalmente reconhecido nas províncias e territórios a partir das seguintes datas:
- 10 de junho de 2003: Ontário
- 8 de julho 2003: Colúmbia Britânica
- 16 de março de 2004: Quebec
- July 14, 2004: território do Yukon
- 16 de setembro de 2004: Manitoba
- 24 de setembro de 2004: Nova Escócia
- 5 de novembro de 2004: Saskatchewan
- 21 de dezembro de 2004: Terra Nova e Labrador
- 23 de junho de 2005: Nova Brunswick
- 20 de julho de 2005 (Ato de Casamento Civil): Alberta, Ilha do Príncipe Eduardo, território do Nunavut e nos Territórios do Noroeste.

Em alguns casos, o casamento já era realizado antes das datas de aprovação das leis (como exemplo, a corte de  Ontário reconheceu que casamentos realizados em janeiro de 2001 eram legais se realizados), mas a legalidade era questionada. A partir das datas acima, a legalidade foi estabelecida.
A decisão do governo de Ontário de reconhecer o casamento que ocorreu em Toronto em 14 de janeiro de 2001 faz do Canadá o primeiro país do mundo com casamento entre pessoas de mesmo sexo reconhecido pelo governo (a  Holanda e a Bélgica legalizaram o casamento antes do Canadá,mas os realizaram en abril de 2001 e junho de 2003, respectivamente).

## Visão geral
Uniões de mesmo sexo eram originalmente legalizados como resultado de julgamentos nas cortes provinciais ou territoriais, nas quais a justiça julgava as proibições existentes como inconstitucionais, possibilitando com que muitos casais homossexuais obtivessem suas certidões de casamento nessas províncias.

Províncias e territórios onde o casamente entre pessoas de mesmo sexo era legalizado antes do Ato de Casamento Civil de 20 de julho de 2005
Permitido
Não permitido

O status dos casais de mesmo sexo criou nessas jurisdições uma forma de capacidade jurídica. De acordo com a Constituição do Canadá,  a definição de casamento é responsabilidade exclusiva do governo federal - esta decisão foi mantida em decisão de 9 de dezembro de 2004 da Suprema Corte do Canadá no questãoRe Same-sex Marriage. Até 20 de julho de 2005, o governo federal não havia ainda passado alguma lei redefinindo o casamento para se conformar a decisões de cortes provinciais. Até a aprovação do Ato de Casamento Civil, a definição anterior de casamento estava pendente nas quatro jurisdições onde as cortes ainda não o julgavam inconstitucional, mas inválida nas nove jurisdições onde ela foi derrubada com sucesso. Dada a função da Suprema Corte, o papel da Lei do Canadá e o clima legal, era provável que quaisquer processos nas quatro jurisdições restantes resultariam também em legalização. De fato, promotores federais já não contestavam mais tais casos, e apenas o governo provincial conservador de Alberta era oficialmente contrário a eles.
Em 17 de junho de 2003, o Primeiro Ministro liberal Jean Chrétien anunciou que o Governo apresentaria o projeto de lei que permitiria a casais de mesmo sexo o direito ao casamento. Um esboço do que se tornaria a Bill C-38 foi emitido em 17 de julho de 2003 pelo ministro da justiça Martin Cauchon. Antes de apresentá-lo ao Parlamento, o gabinete o submeteu à Suprema Corte na forma da questão Re Same-Sex Marriage, pedindo à Suprema Corte a decidir se a limitação do casamento a casais heterossexuais era consistente com a Carta Canadense dos Direitos e das Liberdades e se a união civil entre pessoas de mesmo sexo seriam uma alternativa aceitável. Em 9 de dezembro de 2004, a Suprema Corte decidiu que o casamento entre pessoas de mesmo sexo é constitucional, que apenas o governo federal tem autoridade sobre a definição de casamento, e que a lei de liberdade relitiosa garante que as instituições religiosas tem o direito a recusar-se a celebrar cerimônias de casamento de pessoas de mesmo sexo
Após a decisão da suprema corte, o projeto de lei foi introduzido em 1 de feveiro de 2005 para legalizar o casamento em todo o Canadá. O primeiro ministro Paul Martin apoiava o projeto mas permitiu o voto livre à sua bancada partidária no Parlamento. Uma eventual derrota teria continuado o status quo com legalização incremental individual, jurisdição por jurisdição, nas cortes provinciais ou territoriais. Esta tendência seria modificada apenas com uma lei federal aprovada pelo Parlamento restringindo explicitamente o conceito de casamento ou por uma emenda à constituição inserindo a cláusula "o casamento é definido como sendo entre um homem e uma mulher" como sugerido por políticos conservadores e grupos religiosos. Dada a composição do Parlamento à época, tal medida muito provavelmente não seria aprovada.

## Divórcio
Um casal no Canadá só pode apresentar um pedido de divórcio se pelo menos um dos cônjuges estiver, no momento da apresentação do pedido, residindo no Canadá de forma contínua por pelo menos um ano. Desta forma, se um casal for ao Canadá com o único propósito de se casar, eles não conseguirão obter o divórcio de uma corte canadense no futuro a menos que um dos cônjuges tenha sido um 'residente regular' do país por um ano contínuo antes da apresentação do pedido.
Em 2012, após a submissão de um parecer legal enviado por um promotor do governo canadense sugerindo que não-residentes não podem ter casamentos válidos se eles não forem capazes de se casar em suas jurisdições de origem, o governo conservador anunciou que eles teriam que alterar a chamada "brecha legal".
Em 13 de setembro de 2004, um casal lésbico conhecido como "M.M." e "J.H." em Ontário conseguiu o primeiro divórcio entre pessoas de mesmo sexo do Canadá. Seu pedido inicial de divórcio havia sido negado baseado no fato que o Ato federal sobre o divórcio define um cônjuge como "um homem ou mulher que estejam casados". Porém, a corte em Ontário decidiu que tal definição era inconstitucional.
Em junho de 2005, outro casal lésbico na Colúmbia Britânica obteve decisão similar.
O deputado pelo Quebec Richard Marceau, que advogava em favor do casamento entre pessoas de mesmo sexo, solicitou que o ministério da justiça adicione uma lei alterando o Ato de Divórcio para permitir divórcios de mesmo sexo, resultando na seção 8 do Ato de Casamento Civil, que emenda o Ato de Divórcio legalizando divórcios entre pessoas de mesmo sexo.